# 凉山千里光
凉山千里光（学名：Senecio liangshanensis）为菊科千里光属的植物，为中国的特有植物。分布于中国大陆的云南、四川等地，生长于海拔2,600米至3,400米的地区，多生于高山草地以及林下，目前尚未由人工引种栽培。

## 异名
- Senecio faberi Hemsl. var. discoideus Lauener et Ferguson